# وی۵۶۰ شاه‌تخته
وی۵۶۰ شاه‌تخته یک ستاره است که در صورت فلکی شاه‌تخته قرار دارد.